# Club Deportivo San Gabriel
El Club Deportivo San Gabriel es un equipo de fútbol profesional de la ciudad de San Gabriel, Provincia de Carchi, Ecuador. Fue fundado el 1 de enero de 2014. Su directorio está conformado por el presidente, vicepresidente, gerente y coordinador; su presidente es el Sr. Fredy Damián Andino Martínez, el vicepresidente es el Ing. Paul Alberto Navarrete Herrera, el gerente es el Sr. Rafael Wilfrido Caicedo Jurado y el secretario es el Sr. Hugo Javier Benavides Arévalo. Se desempeña en el Campeonato Provincial de Segunda Categoría del Carchi, también en la Segunda Categoría del Campeonato Ecuatoriano de Fútbol.
Está afiliado a la Asociación de Fútbol Profesional del Carchi.

## Historia
El club tiene una historia reciente debido a que fue fundado el 1 de enero de 2014, su nombre se debe a la localidad donde fue fundado, en honor al lugar en la cual el equipo decidió hacer su base central para participar de todos los torneos de segunda profesional.
Así es como se formó el club, la idea de participar en torneos de Segunda Categoría con jugadores del medio local fue el objetivo principal trazado por el directorio, en el año 2014 fue un año histórico para el club y la provincia de Carchi, ya que por primera vez se iba a organizar un torneo de fútbol profesional avalado por la Federación Ecuatoriana de Fútbol y el club iba a ser parte de ello, es histórico porque por primera vez consigue puntos y victorias en la era profesional, el debut profesional del club fue el 27 de abril de 2014 en el partido válido por la Fecha 1 del Campeonato Provincial de Segunda Categoría 2014 ante el Club Atlético Superior Huaca y el resultado final fue 3 - 1; día que quedará en la historia del club por su debut profesional y también día histórico porque obtuvo su primera victoria en la era profesional. Por cosas del fútbol el club se queda sin ninguna posibilidad de clasificar a la siguiente fase al caer derrotado ante el Club Atlético Tulcán con un marcador de 3 - 0, partido que era clave en las aspiraciones del San Gabriel que tras la derrota quedó al margen del torneo.
El campeonato de 2014 el club finalizó en la cuarta posición y el sueño de representar a la provincia en los zonales de segunda categoría se desvaneció, se cometieron muchos errores pero el objetivo siempre fue progresar como equipo con jugadores jóvenes que ganen experiencia para afrontar nuevos retos en el futuro torneo de Segunda, así para el torneo 2015 la directiva decide realizar un buen torneo que le permita pasar de fase y así lo hace con una discreta participación.  
Para el 2015 el club obtiene un regular rendimiento en el torneo de Segunda Categoría de Carchi y tras la sanción a Carchi 04 Fútbol Club, el equipo representará a la provincia en los zonales provinciales por un cupo a la Serie B del fútbol profesional ecuatoriano.